# Георгій I Тертер
Георгій I Тертер (Тертерій) (болг. Георги I Тертер; ? — 1308 чи 1309) — Болгарський цар у 1280–1292 роках.
Походив з половців, славився хоробрістю та розумом.
Після того, як імператор Болгарії Іван Асен III, остерігаючись Георгія як суперника, вирішив одружити його зі своєю сестрою Марією, Георгій що мав дружину Марію Святославну, вирішив відправити її та свого сина Теодора Святослава до Нікеї. Після цього Георгій отримав від Івана ІІІ титул деспота. 
Коли Іван Асен III втік з Велико-Тирново від переслідувань Івайла (Лахан), болгари проголосили царем Георгія. Останній за умови миру з Візантією повернув з Нікеї свою першу дружину Марію й сина Теодора Святослава, який згодом обійняв болгарський престол (1300).
Папа Миколай IV марно намагався за часів правління Тертера схилити болгар до унії. 1285 року на Болгарію напали татари. Цар Георгій Тертер був змушений визнати себе васалом хана Ногая й відправити свого сина та спадкоємця Феодора Святослава заручником до Золотої Орди. Сестра Феодора Святослава також була відправлена до Орди, де її видали заміж за Чаку чи Джека, сина хана Ногая. Коли на Болгарію напали татари, Георгій, не бувши спроможним боротись із ними, втік 1292 року до Візантії, де намагався отримати притулок при імператорі Андроніку II, однак імператор не надав притулку Георгію, і той був змушений жити в Анатолії. Подробиць цього періоду життя Георгія невідомо. 1301 року його син Феодор Святослав зумів визволити Георгія і той повернувся до Болгарії. Хоча Георгій не отримав жодної влади, він жив у статку й помер, очевидно, 1308 чи 1309 року.